# Partie polityczne w Izraelu
Izrael jest demokratyczną republiką parlamentarno-gabinetową, w której większość władzy wykonawczej spoczywa w rękach premiera, stojącego na czele rządu. 120 deputowanych do Knesetu wybieranych jest w ordynacji proporcjonalnej z zamkniętych list w jednym, ogólnokrajowym okręgu wyborczym. Od 2015 roku próg wyborczy w wyborach wynosi 3,25%. Prawo zgłaszania list kandydatów posiadają partie lub koalicje wyborcze, które zadecydowały o starcie w wyborach. Prawo partii politycznych z 1992 roku pozwala na start każdej partii, która nie neguje Państwa Izrael jako państwa żydowskiego i demokratycznego, nie podżega do rasizmu i nie wspiera lub nie bierze udziału w działalności przeciw niemu. Lista, która przekroczy próg wyborczy otrzymuje liczbę mandatów równą jej wyborczej sile. Dochodzi do tego poprzez podział ważnych głosów oddanych na listy, z wynikiem pozwalającym na przekroczenie progu, w celu ustalenia ile głosów było potrzebnych na otrzymanie jednego mandatu przez listę. Podział mandatów odbywa się metodą D’Hondta, która w Izraelu jest znana jako metoda Badera-Ofera od nazwisk posłów, którzy zaproponowali jej zastosowanie (Jochanan Bader i Awraham Ofer).

## Organizacyjno-funkcyjny podział partii
Asher Arian uznał, iż w politycznej historii Izraela zaistniały partie:
- masowe – zaliczały się do nich partie powstające od lat 30. XX wieku aż do lat 70, zarówno te lewicowe, centrowe, religijne i prawicowe. Miały ona na celu przekształcanie społeczeństwa izraelskiego według swoich schematów ideologicznych lub programów politycznych. Ponadto okres przedpaństwowy (przed 1948 rokiem) oraz pierwsze lata istnienia państwa wymagały zaangażowania partii w wiele dziedzin życia politycznego i społecznego. Arian podaje, że rozrost partii masowych przyczynił się do rozwoju biurokracji,
- niedemokratyczne/wodzowskie – ten typ organizacji jest najbliższy funkcjonowaniu izraelskich partii ortodoksyjnych, gdzie aktywność polityczna i parlamentarna zależy od opinii naczelnego organu rabinicznego wydającego decyzje o zgodności pewnych postaw, decyzji z prawem religijnym (np. Rada Mędrców Tory w Zjednoczonym Judaizmie Tory). Charakter partii powdzowskiej miały także komunistyczna Maki i socjaldemokratycznej Mapam. Również rewizjonizm nosił znamiona ruchu wodzowskiego,
- synkretyczne (ang. catch-all) – pojawiły się w latach 70. i 80. XX wieku, kiedy izraelscy wyborcy zaczęli zachowywać się jak konsumenci, a większą rolę w kształtowaniu polityki zaczęły mieć masowe media, z kolei liderów politycznych zaczęto oceniać przez pryzmat obietnic, a nie dokonań.

## Debata polityczna
Debata polityczna, a co za tym idzie i programy wyborcze są kształtowane przez poniższe czynniki lub podziały socjopolityczne:
- konflikt izraelsko-palestyński, szerzej też izraelsko-arabski,
- czy Izrael powinien mieć charakter stricte żydowski czy też być państwem wszystkich obywateli,
- rozwiązanie konfliktu z Palestyńczykami i proces pokojowy,
- osadnictwo i kontrola nad Zachodnim Brzegiem,
- spory etniczne wewnątrz społeczeństwa izraelskiego (aszkenazyjsko-sefardyjski, Sefardyjczycy-imigranci z ZSRR, Arabowie-Żydzi),
- spór pomiędzy ortodoksją a świecką częścią społeczeństwa o wpływ religii na życie społeczne i polityczne.

## Rodziny partii politycznych

### Partie arabskie
Są to partie, które nie weszły jeszcze w żadną koalicję rządzącą w Izraelu, a żaden Arab nie piastował stanowiska ministerialnego. Początkowo reprezentacja Arabów w Knesecie była symboliczna i startowała z list Mapai i Maki. W 1965 arabska część Maki utworzyła Rakach, która w latach 70. XX wieku połączyła się z mniejszymu ugrupowaniami arabskimi tworząc świecki Chadasz (1977). W 1988 roku powstała Arabska Partia Demokratyczna, która z czasem weszła w koalicje z mniejszymi partiami tworząc Ra’am (1996). Oprócz nich w Izraelu funkcjonuje nacjonalistyczna partia Balad. Partie arabskie przez długi czas bojkotowały wybory w Izraelu na znak protestu przeciw dyskryminacji, ponadto ich program ograniczał się do spraw dotyczących Palestyńczyków.

### Partie centrowe
Przez długi czas pozycja partii centrowych była słaba. Zaliczały się do niej ugrupowania świeckie, które miały programy umiarkowane programy wyborcze. Dopiero na przełomie XX i XXI wieku rola tych partii wzrosła. Ich programy stanowiły kompilację programów lewicy i prawicy (np. Kadima, Ha-Tnua lub Partia Centrum) lub skupiały się na wybranym zagadnieniu w polityce: Szinuj (osłabienie wpływu ortodoksji na Izrael), Gil (wsparcie osób starszych), Kulanu i Jesz Atid (wzmocnienie klasy średniej i wolnego rynku).

### Partie lewicowe
Były to najważniejsze partie polityczne w Izraelu po jego powstaniu. Wynikało to z tego względu, iż syjonizm socjalistyczny był najbardziej wpływowym nurtem w ruchu syjonistycznym. Pierwszymi ugrupowaniami w tej rodzinie były Mapai i Mapam, która powstała w wyniku rozłamu w Mapai i połączenia się tej grupy z Ha-Szomer ha-Cair i Achdut ha-Awoda. Ta pierwsza, pod przywództwem Dawida Ben Guriona przybrała charakter socjaldemokratyczny i odeszłą od ideowego socjalizmu i związków z ZSRR. Mapam natomiast pozostała partią ideową, otwartą na współpracę z Arabami i ZSRR. W 1968 roku doszło do utworzenia Izraelskiej Partii Pracy z Achdut ha-Awoda, Listy Robotników Izraela i Mapai. W latach 90. XX wieku Partia Pracy przybrała charakter centrolewicowy. Mapam natomiast połączyłą się z Szinuj i Ratz, tworząc Merec. W 2014 roku Partia Pracy utworzyła z Ha-Jerukkim i Ha-Tnuą koalicję nazwaną Obóz Syjonistyczny, która nie przetrwała długo.

### Partie religijne
Partie religijne składają się z dwóch podgrup. Jedna to ugrupowania antysyjonistyczne lub niesyjonistyczne. Ich programy dotyczą kwestii religijnych, socjalnych, edukacji religijnej i obyczajowych. Ostateczne słowo w decyzjach politycznych tych partii mają autorytety rabiniczne. Początkowo sektor ten obejmował partie Agudat Israel i Po’alej Agudat Israel. W latach 80. XX wieku w Agudat Israel doszło do rozłamu. Niezadowoleni ze swojej sytuacji w partii i dyskryminacji w szkolnictwie ortodoksyjnym Sefardyjczycy utworzyli Szas. Podczas rozłamu powstała także Degel ha-Tora, która odwołuje się do społeczności mitnagdim. Z czasem Degel ha-Tora stworzyła koalicję z Agudat Israel nazwaną Zjednoczony Judaizm Tory. Druga podgrupa składa się z partii religijnego syjonizmu, który połączył syjonizm z judaizmem. Pierwszą i najbardziej znaną partią tego sektora była Mafdal, istniejąca do 2008 roku, kiedy przekształciła się w Żydowski Dom.

### Partie prawicowe
Po powstaniu Izraela główną partią prawicową był Cherut Menachema Begina, odwołujący się do tradycji rewizjonizmu Żabotyńskiego. Partia głosiła hasła wolnorynkowe i nacjonalistyczne. Z czasem, w celu zdobycia szerszego elektoratu, Cherut połączył się z Partią Liberalną tworząc Gachal (1965). W 1973 roku w wyniku połączenia Gachalu z La’am (utworzonym z Wolnego Centrum, Listy Państwowej i Ruchu na Rzecz Wielkiego Izraela) powstał Likud. Z czasem, w wyniku sprzeciwu wobec procesu pokojowego zapoczątkowanego przez Begina zaczęły powstawać radykalne partie prawicowe jak Tchija, Comet, Moledet, Unia Narodowa. W latach 90. XX wieku część ugrupowań religijnych przejęła postulaty nacjonalistyczne i radykalne, tworząc religijną prawicę.

## Lista partii w Izraelu

### Partie niereprezentowane dotychczas w Knesecie
- Jachad – ha-Am Itanu
- Zehut
- Partia Piratów
- Ha-Gusz ha-Tanachi
- Ale Jarok